# Arawn (personaggio)
Arawn, noto anche come Signore della Morte (in lingua originale: Death-Lord) e Signore della Guerra (in lingua originale: War-Leader), è un personaggio immaginario della saga fantasy de Le cronache di Prydain, scritta dallo statunitense Lloyd Alexander. Benché appaia solo brevemente nell'ultimo libro, Il Sommo Re, egli è di fatto l'antagonista principale della serie.

## Fonte
Esattamente come svariati altri personaggi e temi della saga, Arawn, nonché il suo regno, Annuvin, sono tratti dalla mitologia celtica. In essa Arawn è una potente divinità, ancorché temuta, non propriamente malvagia, legato alla caccia e ai cicli naturali delle stagioni e della vita. Egli domina sull'Annwn, un regno ultraterreno, nel quale raccoglie gli spiriti dei defunti.

## Il personaggio
Arawn, soprannominato Signore della Morte e Signore della Guerra, è un oscuro negromante, che dal suo tetro regno, chiamato Annuvin, trama per impadronirsi del dominio assoluto sulla tutta la terra di Prydain. Al suo servizio egli ha numerose truppe di mercenari, nonché spie e alleati sparsi per tutto il mondo. Egli poi utilizza le sue arti per mutare di aspetto e sottrarre tesori e conoscenze agli abitanti della terra, accumulandoli nella sua fortezza, nonché per assoggettare altre creature ai suoi scopi: ad esempio i Gwythaint, una razza di grandi uccelli, da lui tramutati in feroci predatori, costretti a lottare per lui. A capo del suo esercito mantiene i Cacciatori di Annuvin, dei guerrieri d'élite i quali, tramite un magico sigillo impresso sulla loro fronte da Arawn, guadagnano nuove e maggiori energie ogniqualvolta uno di loro viene ucciso in combattimento. Ma il nerbo delle sue armate è costituito dai Figli del Calderone, dei guerrieri non-morti che egli ha animato e posto ai suoi ordini grazie alla magia maligna del Calderone Nero.
Originariamente Arawn era un uomo mortale, che ottenne il favore di Achren, una potente strega, sovrana di Prydain, che gli insegnò le arti magiche. Arawn, riuscito a superarla in potenza e conoscenza, la detronizzò e si impadronì della Corona di Ferro di Annuvin, dando inizio al suo regno di terrore. Ad Achren risparmiò la vita e la relegò in una fortezza, ma lei da allora iniziò senza posa a meditare vendetta contro di lui. In difesa di Prydain, dalla lontana e meravigliosa Terra d'Estate giunsero i Figli di Don, che da allora lo combattono.
Fin da Il Libro dei Tre, il primo episodio della saga, Arawn viene presentato come la maggiore minaccia per la terra di Prydain, ove la storia si svolge. Anche il Popolo Fatato gli è fortemente ostile. Nei primi quattro libri non appare direttamente, ma vengono comunque ricondotti a lui diversi flagelli che affliggono gli abitanti di Prydain. Nel primo libro, il Re dalle Lunghe Corna, generale di un'armata che muove contro Caer Dathyl, viene detto essere un suo campione. La spedizione organizzata dal principe Gwydion, in Il Calderone Nero, mira invece a sottrarre ad Arawn il magico calderone, col quale egli genera i suoi guerrieri non-morti. In Il castello di Llyr e Taran il girovago invece le principali minacce provengono da altri antagonisti, come la strega Achren, i quali però a loro volta mirano spesso al potere perché vogliono abbattere Arawn.
Nell'ultimo tomo del ciclo, Il Sommo Re, le forze di Arawn, rinforzate dall'alleanza con l'ambizioso re Pryderi, scatenano un attacco totale contro Prydain, nel quale cade Caer Dathyl, la sede del Sommo Re Math. Gwydion, figlio di Math, sopravvissuto alla battaglia, decide tentare di ribaltare la situazione con un attacco alla stessa Annuvin, profittando del fatto che i guerrieri non-morti se ne sono momentaneamente allontanati. Nello scontro finale sembra però tutto perduto, allorché i guerrieri di Arawn fanno ritorno, ma a sorpresa Taran, il protagonista della serie, scopre che Dyrnwyn, la spada magica che Arawn stesso aveva rubato all'inizio del libro, è l'unica arma capace di distruggere i non-morti e il Signore della Morte stesso. Messo alle strette, Arawn tenta di dileguarsi mutando più volte aspetto, ma Achren lo riconosce quando è in forma di serpente e lo trattiene, permettendo a Taran di decapitarlo, ma venendo lei stessa uccisa da Arawn. Con la sua fine, termina anche la missione dei Figli di Don, i quali possono fare ritorno alla Terra d'Estate.

## Versione Disney
In Taron e la pentola magica, il lungometraggio d'animazione Disney del 1985, liberamente ispirato ai primi due libri della saga, Il Libro dei Tre e Il Calderone Nero, Arawn non appare. Nell'introduzione si fa solo menzione di un re immortale, che, molto tempo prima degli eventi narrati nel film, venne gettato in un crogiolo di ferro fuso, ove il suo spirito maligno assunse l'aspetto della pentola stregata che dà il titolo al film. Il ruolo di antagonista è però affidato al Re dalle Lunghe Corna (chiamato Re Cornelius nella versione italiana). Quest'ultimo in effetti però assomiglia ben poco al Re dalle Lunghe Corna del libro, il quale è un potente e misterioso guerriero, ma umano, nonché alleato di Arawn, mentre nel film è un crudele stregone lich, signore di un'oscura fortezza simile ad Annuvin e intenzionato a sfruttare il Calderone Nero in maniera analoga a come fa Arawn nei libri.